# قربانلو
قربانلو (بالإنجليزية: Qorbanlu)‏ هي مستوطنة تقع في قسم انغوت الشرقي الريفي في إيران. يقدر عدد سكانها بـ 77 نسمة .